# Geropotamos (Libysches Meer)
Der Geropotamos (griechisch Γεροπόταμος (m. sg.) ‚Starker Fluss‘) ist ein Fluss auf der griechischen Insel Kreta.
Er ist mit einer Länge von etwa 50 Kilometern der längste Fluss der Insel, der ganzjährig Wasser führt. Er liegt im Süden Kretas im Regionalbezirk Iraklio.
Der Geropotamos entspringt auf einer Höhe von etwa 450 Metern, durchfließt die Messara-Ebene und mündet bei der Ortschaft Tymbaki in das südliche Mittelmeer.
Sein Wasser wird in der fruchtbaren, aber regenarmen Messara-Ebene zur Bewässerung zahlreicher landwirtschaftlicher Anbauflächen entnommen, so dass 
er im Sommer nur noch ein dünnes Rinnsal bildet. An seinen Ufern werden (teilweise in Gewächshäusern) diverse Gemüsearten und andere Feldfrüchte angebaut. Die Ränder der Messara-Ebene sind mit kleineren Ortschaften recht dicht besiedelt, in denen die Landwirtschaft noch dominierend ist und es 
kaum Tourismus gibt.
Die Ruinen der römischen Stadt Gortyn liegen nur wenige Kilometer nördlich des Flusses; die Ausgrabungsstätten der minoischen
Siedlung Phaistos befinden sich auf einem Bergrücken südlich des Flusses nahe der Mündung. Zur venetianischen Zeit wurde der Geropotamos Malonitis genannt.